# Cartographie des nuages
Pour les articles homonymes, voir Cloud Atlas (homonymie).
Cartographie des nuages (titre original : Cloud Atlas) est le troisième roman de l'écrivain britannique David Mitchell, paru pour la première fois en 2004. Il est organisé sous la forme d'une série d'histoires imbriquées se déroulant à différentes époques.

## Résumé

### Le journal de la traversée du Pacifique d'Adam Ewing(The Pacific Journal of Adam Ewing)
Dans les îles Chatham en 1849, Adam Ewing, jeune et naïf homme de loi, voyage vers San Francisco, via Honolulu, sur un voilier dont le clandestin qui fuit l'esclavage est le dernier Moriori libre. Son peuple a été décimé à cause des Anglais qui débarquèrent sur leur île les féroces Maori. Soudainement, Adam est rongé par un parasite attaquant le cerveau et son journal s'interrompt subitement.

### Lettres de Zedelghem(Letters from Zedelghem)
À Zedelghem, près de Bruges, en 1931. Robert Frobisher est un jeune musicien vaniteux. Il écrit à son vieil ami et amant Rufus Sixsmith. Robert travaille pour un célèbre compositeur invalide : il écrit la musique que le musicien a en tête. Robert apprend à son contact tout en écrivant sa propre œuvre, Cartographie des nuages. Il découvre également le récit incomplet d'Adam Ewing.

### Demi-vies, la première enquête de Luisa Rey(Half-Lives: The First Luisa Rey Mystery)
À Buenas Yerbas en Californie, en 1975. Luisa Rey, une jeune journaliste, enquête sur un rapport défavorable à la construction d'une centrale nucléaire. Tous ceux qui veulent mettre la main dessus disparaissent.

Après une fête, elle se retrouve coincée dans un ascenseur avec Rufus Sixsmith (le destinataire des lettres dans l'histoire précédente). Sixsmith est maintenant un scientifique âgé et travaille pour la centrale nucléaire dans l'île Swannekke, qu'il pense non sécurisée. Il est assassiné peu de temps après. Luisa apprend alors que les hommes d'affaires responsables de la centrale veulent dissimuler les dangers et éliminer les dénonciateurs potentiels. Dans la chambre d'hôtel de Sixsmith, Luisa tombe sur certaines des lettres de Robert Frobisher écrites à son amant-ami Sixsmith. Elle devient si fascinée par le compositeur qu'elle commande son seul travail publié, le sextette Cartographie des nuages. Un tueur l'a suivie et pousse sa voiture - et le rapport incriminant de Sixsmith - du haut d'un pont.

### L'Épouvantable Calvaire de Timothy Cavendish(The Ghastly Ordeal of Timothy Cavendish)
En Grande-Bretagne, de nos jours. Timothy Cavendish, un éditeur littéraire de 65 ans, fuit les frères de son gangster de client. Son propre frère, exaspéré par ses demandes incessantes d'argent, le fait « interner » dans une maison de retraite. Timothy mentionne brièvement qu'il lit un manuscrit intitulé Demi-vies, la première enquête de Luisa Rey (Half-Lives: The First Luisa Rey Mystery), qui ne l'impressionne pas tellement.

### L'Oraison de Sonmi-451(An Orison of Sonmi~451)
En Corée, dans un futur dystopique. Tout est régi par des corporations consuméristes qui désignent les objets par des marques : un ordinateur est un sony, une voiture une ford, un film un disney, une chaussure une nike, etc. Dans un entretien avec un Archiviste, Sonmi-451 se raconte. « Factaire » dans un fast-food appelé Papa Song's, elle est un clone à la nourriture chimiquement contrôlée, abolissant la mémoire et empêchant la compréhension du système. Elle deviendra une « Âme » le jour de sa douzième étoile et vivra alors parmi les sang-purs. Ses capacités intellectuelles font d'elle un prodige. Cela lui permet d'échapper à son destin et de comprendre l'esclavage dont elle est victime. Elle répond donc aux questions d'un Archiviste avant de se rendre au Phare, où elle sera exécutée, pour avoir voulu fuir sa destinée. Elle se rappelle par ailleurs avoir vu un vieux film intitulé L'Épouvantable Calvaire de Timothy Cavendish.

### La Croisée d'Sloosha pis tout c'qu'a suivi(Sloosha's Crossin' an' Ev'rythin' After)
À Hawaï, dans un futur post-cataclysmique, le vieux Zachry raconte sa jeunesse. Sur Big Island, il a vécu dans un groupe primitif après une catastrophe énorme. Les hommes se sont organisés en tribus, mais sont régulièrement assaillies par des hordes barbares. Arrive alors une ethnologue issue du dernier bastion de civilisation, venue étudier les coutumes locales...

### L'Oraison de Sonmi-451(An Orison of Sonmi~451) -2epartie
Sonmi apprend la vérité sur Nea So Copros : les factaires ne sont pas libérés après avoir purgé leur temps de travail, ils sont tués et recyclés en nourriture et en nouveaux factaires. Pour encourager les rebelles, elle écrit une déclaration abolitionniste qui dit la vérité sur leur société et appelle à la révolte. Elle est alors arrêtée et doit raconter son histoire à l'archiviste. Elle lui révèle qu'elle sait que tout ce qui lui est arrivé est en fait l'œuvre du gouvernement, afin de créer une figure ennemie artificielle pour encourager l'oppression des factaires par les sang-purs. Elle croit que ses déclarations seront source d'inspiration quand même. Son dernier souhait avant d'être exécutée est de regarder la fin du film sur Timothy Cavendish commencé avant.

## Adaptation cinématographique
Andy et Lana Wachowski et Tom Tykwer adaptent le roman pour le film Cloud Atlas sorti en 2012. Tom Hanks, Hugo Weaving, Halle Berry, Jim Sturgess, Doona Bae, Susan Sarandon, Hugh Grant et Ben Whishaw y incarnent chacun des rôles multiples.
David Mitchell, auteur du roman, affirme après avoir vu le film que les Wachowski et Tom Tykwer, scénaristes du film, avaient tout compris de son livre, malgré les nombreuses différences entre le roman et le film. Il y fait d'ailleurs un caméo.